# قشلاق قره ککیل حاج محمود
قشلاق قره ککیل حاج محمود یک روستا در ایران است که در استان اردبیل واقع شده‌است. قشلاق قره ککیل حاج محمود ۳۴ نفر جمعیت دارد.